# Cornelis Bakker

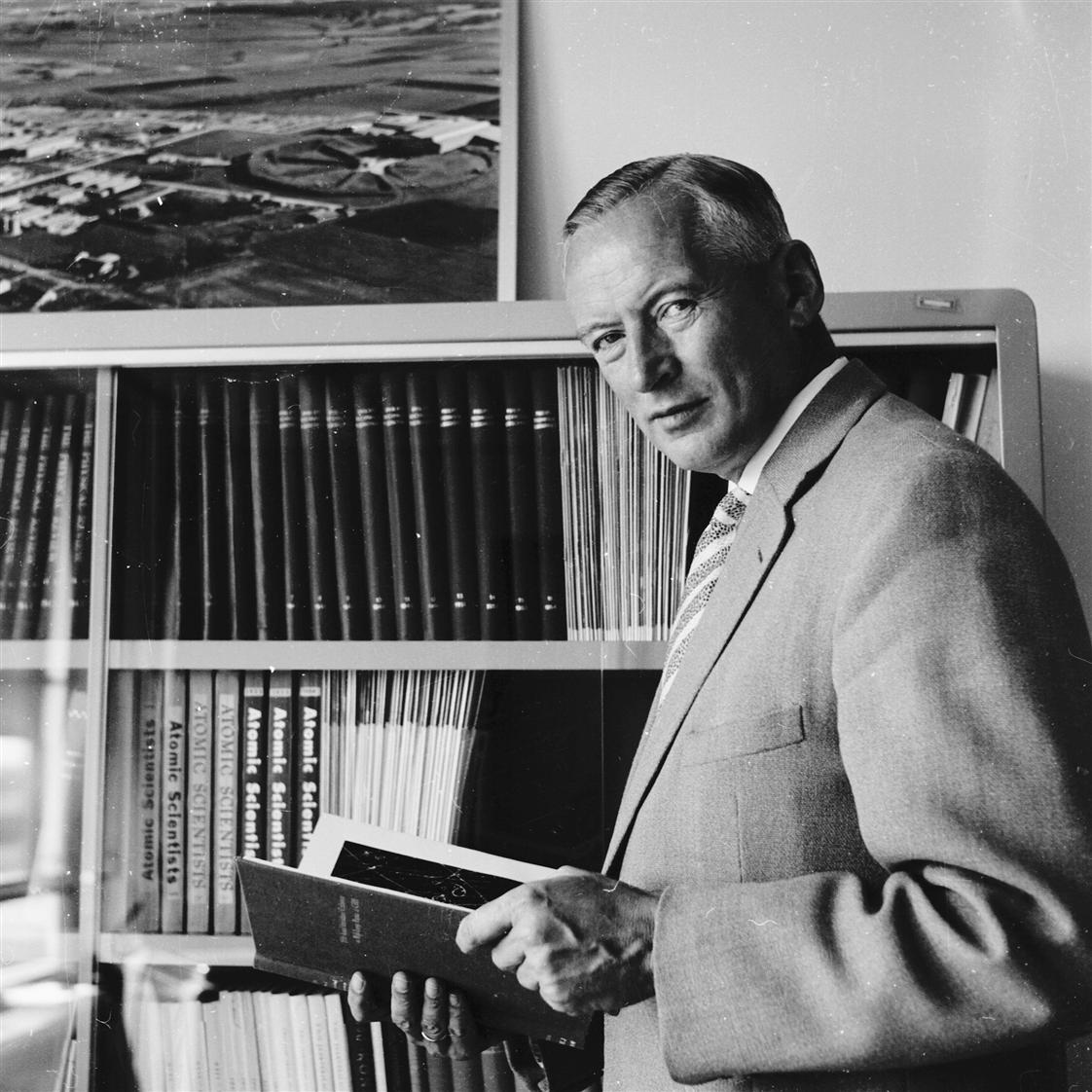
Cornelis Jan Bakker am CERN, 1959

Cornelis Jan Bakker (* 11. März 1904 in Amsterdam; † 23. April 1960) war ein niederländischer Physiker und Generaldirektor des CERN. Außerdem war er ein Mitglied der „Königlich Niederländischen Akademie der Wissenschaften“.

## Biografie
Bakker studierte Physik an der Universität von Amsterdam unter Pieter Zeeman.
1931 promovierte er (cum laude). In seiner Doktorarbeit ging es um die Wirkung des Zeeman-Effekts auf die Spektrallinien von Edelgasen. Das Jahr darauf verbrachte er am Imperial College of Science in London, wo er seine Forschung im Themenbereich Spektroskopie fortsetzte.
Im Jahr 1933 arbeitete er für eine wissenschaftliche Abteilung von Philips in Eindhoven, wo er im Bereich der Funktechnik aktiv war. In den folgenden Jahren begeisterte er sich immer mehr für die Kernphysik und begann während des Zweiten Weltkriegs in Zusammenarbeit mit August Heyn mit der Entwicklung eines Zyklotrons für Philips.
Nach dem Krieg ersetzte Bakker im Jahr 1946 Gorter als Professor der Physik und Direktor des Zeeman Labors an der Universität von Amsterdam. Zudem wurde er Direktor des Instituts für Kernphysik der Stadt Amsterdam und der Firma Philips, welches, gesponsert von der Stichting voor Fundamenteel Onderzoek der Materie (FOM), das Zentrum der niederländischen kernphysikalischen Forschungen bildete.
Im Jahr 1951 wurde Bakker von Professor Pierre Auger (damals Direktor der naturwissenschaftlichen Abteilung der UNESCO) in einen Kreis von acht Experten eingeladen, welche Pläne über den zukünftigen CERN anfertigen sollten. Damit gilt er als einer der Gründer des CERN. Ein Jahr darauf (1952) wurde er Direktor einer Gruppe, welche für das Design und den Bau des „Synchro-Zyklotron“ (SC) verantwortlich waren. Daraufhin ernannte man ihm zum Direktor der SC-Abteilung.
Im Jahr 1955 löste er Felix Bloch als Generaldirektor des CERN ab. Dort war er 5 Jahre im Amt, bis er 1960 bei einem Flugzeugabsturz verstarb. Nach seinem Tod wurde von Politikern und Wissenschaftlern, wie John Adams (seinem Nachfolger als Generaldirektor) oder Jo Cals, Bakkers Arbeit und Engagement für den CERN gewürdigt. Zudem wurde ihm von der damaligen niederländischen Königin Juliana der Orden Ritter des Ordens vom Niederländischen Löwen verliehen.